# Щедрик (фільм)
«Щедрик» — українська історична драма режисерки Олесі Моргунець-Ісаєнко за сценарієм Ксенії Заставської, що вийшов у прокат в Україні 5 січня 2023 року. Світова прем'єра відбулася 4 березня 2022 року. Дистрибуторами фільму виступають FILM.UA Distribution та Kinomania Film Distribution. Має інші назви «Szczedryk» (Польща) та «Carol of the Bells» (Велика Британія).
У фільмі розповідається про життя трьох родин різних національностей: українців, поляків та євреїв, об'єднаних спільною бідою — війною. Після репресивної системи СРСР вони відчувають на собі каральну машину Третього Рейху.

## Сюжет
У центрі уваги діти з трьох родин: української, польської та єврейської. Вони живуть у місті Станиславові (нинішньому — Івано-Франківську) по сусідству в одному будинку. Каральний режим СРСР, що прийшов 1939 року, позбавив дітей їх батьків. А коли на імперію Сталіна напала нацистська Німеччина в ході Другої світової війни, вони відчувають всі тяготи ворожої окупації Третього Рейху, що схожа на безвихідь. Знедолені дівчатка потрапляють до викладачки співу Софії. Її донька Ярослава понад усе прагнула примирити світ чарівливою мелодією українського «Щедрика». Всю війну вони живуть, як одна родина, співають пісень та чекають на визволення. Але прихід Червоної армії та відновлення радянської влади перетворює їх життя ще на більші тяготи: замінивши добровільне ув'язнення на примусове. Чиновники силоміць вивозять маленьких дівчаток зі створеного Софією прихистку до дитячого будинку. Також вони вбивають німецького хлопчика, якого взяла у прихисток мама-українка, бо підозрюють його в нацистській діяльності, незважаючи на те, що це лише дитина. В умовах жорстокого перевиховання, післявоєнних утисків та протистояння соціалістичного СРСР зі світом, дівчата не втрачають своєї національної ідентичності. Слова та музика «Щедрика» Миколи Леонтовича поєднала їхні долі й через десятиліття у суцільному мороці нацистського та радянського поневолення. Для підкреслення розмаїтості культур, у фільмі звучать святкові пісні, притаманні кожній із представлених національностей. Автори фільму також зосередили увагу на унікальні традиції святкування Різдва у поляків та українців.

## У ролях

### У головних ролях
- Яна Корольова — Софія Іванюк, викладачка співів
- Андрій Мостренко — Михайло Іванюк, батько української родини, чоловік Софії
- Поліна Громова — Ярослава Іванюк, донька Софії (у дитинстві)
- Анастасія Матешко — Ярослава Іванюк (доросла)
- Йоанна Опозда — Ванда Калиновська, мати польської родини
- Мирослав Ганішевський — Вацлав Калиновський, батько польської родини
- Христина Ушицька — Тереза Калиновська (у дитинстві)
- Оксана Муха — Тереза Калиновська (доросла)
- Томаш Собчак — Ісаак Гершкович, батько єврейської родини
- Алла Бінєєва — Берта Гершкович, дружина Ісаака
- Євгенія Солодовник — Діна Гершкович (у дитинстві)
- Тетяна Круліковська — Діна Гершкович (доросла)
- Мілана Галадюк — Талія Гершкович (у 1939)
- Дарина Галадюк — Талія Гершкович (у 1941)

### У ролях
- Світлана Штанько — Марія
- Якоб Вальзер — Вальтер Крампе
- Яніна Руденська — Ірма Крампе
- Тимофій Дмитрієнко — Генріх Крампе
- Анастасія Атаманчук — Ельза, покоївка у Крампе
- Офіцери НКВС: Андрій Ісаєнко, Іван Пастушенко, Володимир Абазопуло, Андрій Маслов-Лисичкін
- Офіцери СД: Олександр Половець, Ігор Салімонов
- Крадії: Вадим Курилко, Володимир Кравчук
- Микита Фадєєв — оунівець
- Денис Тарасов — радянський солдат
- Олександр Ганноченко — адміністратор у ресторані
- Аміна Колюбаєва — учениця Софії
- Еріка Колюбаєва — Наташа
- Євген Оскін — Броніслав Брзозовський, лікар
- Анна Сурікова — продавчиня на ринку
- Галина Корнєєва — директорка дитячого притулку
- Ірина Лазер — викладачка співів у притулку
- Віктор Жданов — Плахін (солдат у притулку)
- Артем Колюбаєв — Комаров (солдат у притулку)
- Ганна Бірзул — фанатка в аеропорту
- Тарас Босак — фанат в аеропорту
- Реконструктори WWII: Ігор Чуйко, Євген Чуйко, Ігор Борщик, Юрій Лепеха, Євген Іванов, Владислав Садовий, Олександр Шаповалов, Олексій Усенко, Петро Явдощук, Едуард Кукін,  Віктор Люсіченко, Олег Сорокопуд

## Виробництво
Фільм за сценарієм Ксенії Заставської знято у копродукції України та Польщі українською режисеркою Олесею Моргунець-Ісаєнко. Фінансування проєкту здійснене у рівних частинах українською та польською сторонами. Українську частку фінансування взяло на себе Держкіно.

### Фільмування
Кастинг акторів тривав протягом 2 місяців. Найдовше шукали акторів на ролі дітей, а також, актрису на роль Софії Іванюк. Яна Корольова зіграла у «Щедрику» свою першу головну роль у повнометражному кіно.

## Реліз
Світова прем'єра відбулася 4 березня 2022 року. Фільм уже побачили в багатьох країнах світу: Польщі, Ізраїлі, на Американському континенті, а також у Нігерії. Зокрема, демонстрація фільму проходила у Римі у вересні 2022 року. Прем'єра в Україні відбулася 5 січня 2023 року, коли картина стартувала в українському прокаті.

### Диджитал-прокат
На стримінговій платформі «Netflix» прем'єра стрічки відбулася 13 грудня 2023 року.

## Нагороди та відзнаки
Фільм відзначили як найкращий на фестивалі Women's International Film Festival Nigeria (WIFFEN).